# 小波蘭地區格沃古夫
小波蘭地區格沃古夫（Głogów Małopolski）是波蘭的一座城市。2009年，有人口5,325人。

## 外部連結
- Official town webpage （页面存档备份，存于）

50°10′N 21°58′E / 50.167°N 21.967°E